# Albânia nos Jogos Olímpicos da Juventude
A Albânia teve a sua participação inicial nos Jogos Olímpicos da Juventude na edição de Verão de 2010. Foi a única edição, entre Verão e Inverno, que participou até hoje. Tal como outros 94 países, a Albânia não conquistou qualquer medalha nas Olimpíadas da Juventude.